# 棠樾鲍氏
棠樾鲍氏是明清时代以经商著称的鲍姓家族，起源于安徽省黄山市歙县郑村镇棠樾村。村口的棠樾牌坊群七座牌坊，以及牌坊群旁的鲍氏支祠（敦本堂）和女祠清懿堂，是鲍氏家族荣耀的象征。

## 历史
鲍姓家族源自山东青州，自南宋建炎年间迁至棠樾定居，已绵延800余年。棠樾鲍氏始祖鲍荣在徽州府任文学职官，开始在此建“掌书园”及鲍氏始祖墓园,曾孙鲍居美、鲍居安认为棠樾“山川之盛，原田之广，足以立子孙百世”，自州城西门搬到棠樾定居。。

## 名人
棠樾牌坊群七座牌坊所纪念的名人分别是：
- 鲍宗岩、鲍寿孙父子：宋末元初遭盗匪绑架，父子争相赴死，最后感动盗贼，将其释放。这个故事载入《宋史》[2]。明朝初年，故事被写入《孝顺事实》一书。永乐皇帝御笔题赞：“父遭盗缚迫凶危，生死存亡在一时……鲍家父子全仁孝，留取声名照古今。”明永乐十八年（1420年）敕建“慈孝里”坊。乾隆皇帝赐联“慈孝天下无双里，锦绣江南第一家”。
- 鲍灿：鲍象贤的祖父，以为老母两足吮脓的孝行著称[3]，明嘉靖十三年（1534年）追赠为兵部右侍郎，建鲍灿孝子坊。
- 鲍象贤（1496—1568），棠樾鲍氏第十六世，明嘉靖八年（1529年）进士，官至兵部左侍郎。嘉靖十七年（1538年）平定云南元江战乱，明隆庆二年（1568）去世，卒封赠工部尚书。天启二年（1622年）建鲍象贤尚书坊，镌刻“命涣丝伦”、“官联台斗”字样。
- 鲍文龄之妻汪氏：守节二十年，抚养孤子成人。清乾隆四十一年（1776年）建节孝坊，镌刻“矢贞全孝”、“立节完孤”字样。
- 鲍志道（1743-1801）、鲍漱芳（1763—1807）、鲍均祖孙：扬州两淮盐务总商，热心公益慈善事业，捐献巨资，用于军需、赈灾、铺路、兴学、修祠堂等，扬州自康山向西至钞关再向北至小东门的南河下、埂子街砖石路面，系鲍志道出资修建。嘉庆九年，鲍志道牌位入乡贤祠。嘉庆二十五年（1820年）建乐善好施坊，朝廷优叙封加鲍漱芳盐运使职衔。
- 鲍文渊继妻吴氏：节孝坊：守节六十年，抚养前妻之子鲍元标成人，并修祖墓，清乾隆五十二年（1787年）建贞洁坊，镌刻“节劲三冬”、“脉存一线”。
- 鲍逢昌（1630-1694）：以14岁乞食寻父、登山寻药、割股医母的孝行著称，清嘉庆二年（1797年）建鲍逢昌孝子坊，镌刻“天鉴精诚”、“人钦真孝”字样。鲍逢昌故居仍存，为明代遗构。

此外还有：
- 鲍启运，棠樾鲍氏第二十四世，鲍志道之弟，八岁父母双亡，由嫂嫂汪氏抚养成人[4]，随兄鲍志道在扬州经营盐业。盐法道员。嘉庆十年(1805年)兴建棠樾女祠清懿堂，又向鲍家宗祠捐义田计1200亩[5]。嘉庆五年鲍启运建鲍家花园，毁于1860年太平天国战乱，已在原址重建。